# Spleen and Ideal
Spleen and Ideal (в пер. c англ. «Сплин и идеал») — второй студийный альбом группы Dead Can Dance, выпущенный на независимом британском лейбле 4AD в ноябре 1985 года. После своего выхода альбом достиг второй строчки в британских независимых чартах.

## Об альбоме
На запись «Spleen and Ideal» музыкантов вдохновило творчество Шарля Бодлера и Томаса де Квинси. «Сплин и идеал» — название цикла стихотворений из сборника «Цветы зла» Бодлера.

## Список композиций
Слова и музыка всех песен — созданы Dead Can Dance.
| №  | Название                                     | Длительность |
| -- | -------------------------------------------- | ------------ |
| 1. | «De Profundis (Out of the Depths of Sorrow)» | 4:00         |
| 2. | «Ascension»                                  | 3:05         |
| 3. | «Circumradiant Dawn»                         | 3:17         |
| 4. | «The Cardinal Sin»                           | 5:29         |
| 5. | «Mesmerism»                                  | 3:53         |
| 6. | «Enigma of the Absolute»                     | 4:13         |
| 7. | «Advent»                                     | 5:19         |
| 8. | «Avatar»                                     | 4:35         |
| 9. | «Indoctrination (A Design for Living)»       | 4:16         |